# Myron richardsonii
Espèce
Synonymes
- Neospades kentii De Vis, 1889

Statut de conservation UICN

 LC  : Préoccupation mineure
Myron richardsonii est une espèce de serpents de la famille des Homalopsidae.

## Répartition
Cette espèce se rencontre dans le sud de la Nouvelle-Guinée occidentale et dans le nord de l'Australie.

## Étymologie
Son nom d'espèce lui a été donné en l'honneur de John Richardson qui a présenté le spécimen étudié.

## Publication originale
- Gray, 1849 : Catalogue of the specimens of snakes in the collection of the British Museum. London, p. 1-125 (texte intégral).